# Вільям Джеффрі
Вільям "Білл" Джеффрі (англ. William "Bill" Jeffrey, 3 серпня 1892, Единбург — 7 січня 1966, Нью-Йорк) — шотландський футбольний тренер.

## Ігрова кар'єра
Починав грати у футбол у ранньому віці, але отримав травму, яка закінчила його кар'єру. Мати відправила його жити з дядьком до США. Він почав працювати механіком у магазині залізниці Алтуни.

## Кар'єра тренера
Розпочав тренерську кар'єру, очоливши тренерський штаб клубу «Алтуна Воркс».
Протягом тренерської кар'єри також очолював команду Університету штату Пенсильванія, вигравши десять національних чемпіонатів коледжу.
Останнім місцем тренерської роботи була збірна США, головним тренером якої Вільям Джеффрі був протягом 1950 року. Очолював американців на ЧС-1950 де вони здобули одну зі своїх головних перемог в історії - була переможена збірна Англії (1-0).
Помер 7 січня 1966 року на 74-му році життя від серцевого нападу у місті Нью-Йорк. Похований на центральному окружному меморіальному кладовищі Державного коледжу, штат Пенсильванія.

## Пам'ять
29 вересня 1972 року футбольний стадіон штату Пенсильванія був названий на честь Джеффрі.